# 2. slovenská fotbalová liga 2011/2012
V soubojích 19. ročníku 2. slovenské fotbalové ligy 2011/12 se utkalo 12 týmů dvoukolovým systémem podzim - jaro.
Nováčky soutěže se staly MFK Dubnica nad Váhom (sestup z Corgoň ligy) a dva vítězové regionálních skupin 3. ligy - TJ Spartak Myjava a FO ŽP ŠPORT Podbrezová.
Vítězem a zároveň i jediným postupujícím se stal tým TJ Spartak Myjava. Do 3. ligy sestoupily poslední dvě mužstva tabulky - FK LAFC Lučenec a FC Petržalka 1898.

## Konečná tabulka
| Poř. | Tým                          | Z  | V  | R  | P  | VG | OG | B  |
| ---- | ---------------------------- | -- | -- | -- | -- | -- | -- | -- |
| 1.   | TJ Spartak Myjava            | 33 | 20 | 11 | 2  | 64 | 16 | 71 |
| 2.   | FO ŽP ŠPORT Podbrezová       | 33 | 18 | 11 | 4  | 53 | 19 | 65 |
| 3.   | MFK Dolný Kubín              | 33 | 15 | 6  | 12 | 43 | 42 | 51 |
| 4.   | ŠK SFM Senec                 | 33 | 13 | 11 | 9  | 41 | 33 | 50 |
| 5.   | MŠK Rimavská Sobota          | 33 | 13 | 9  | 11 | 42 | 42 | 48 |
| 6.   | MFK Zemplín Michalovce       | 33 | 13 | 7  | 13 | 41 | 46 | 46 |
| 7.   | MFK Ružomberok „B“           | 33 | 12 | 9  | 12 | 42 | 39 | 45 |
| 8.   | MFK Dubnica nad Váhom        | 33 | 10 | 13 | 10 | 32 | 31 | 43 |
| 9.   | FK Bodva Moldava nad Bodvou  | 33 | 9  | 15 | 9  | 30 | 35 | 42 |
| 10.  | MFK Tatran Liptovský Mikuláš | 33 | 10 | 5  | 18 | 34 | 48 | 35 |
| 11.  | FK LAFC Lučenec              | 33 | 6  | 6  | 21 | 26 | 65 | 24 |
| 12.  | FC Petržalka 1898            | 33 | 4  | 7  | 22 | 22 | 54 | 19 |

Poznámky:
- Z = Odehrané zápasy; V = Vítězství; R = Remízy; P = Prohry; VG = Vstřelené góly; OG = Obdržené góly; B = Body

|  | postup do Corgoň ligy 2012/13                                                         |
|  | administrativní sestup, mužstva vyloučeny ze druhé ligy před začátkem dalšího ročníku |
|  | sestup do 3. ligy 2012/13                                                             |